# Exocentrus binaluensis
Exocentrus binaluensis là một loài bọ cánh cứng trong họ Cerambycidae.